# Zangguy
Zangguy är en ort i Kina. Den ligger i den autonoma regionen Xinjiang, i den nordvästra delen av landet, omkring 1 000 kilometer sydväst om regionhuvudstaden Ürümqi. Antalet invånare är 13 027.
Runt Zangguy är det mycket glesbefolkat, med 5 invånare per kvadratkilometer. Det finns inga andra samhällen i närheten. Trakten runt Zangguy är ofruktbar med lite eller ingen växtlighet.
Genomsnittlig årsnederbörd är 94 millimeter. Den regnigaste månaden är maj, med i genomsnitt 22 mm nederbörd, och den torraste är april, med 1 mm nederbörd.